# Política de Burundi

Emblema del CNDD-FDD (National Council for the Defense of Democracy–Forces for the Defense of Democracy) partido político de Burundi.

La política de Burundi tiene lugar en el marco de una república democrática representativa presidencial de transición, en la que el presidente de Burundi es a la vez jefe de Estado y jefe de Gobierno, y de un sistema multipartidista. El poder ejecutivo es ejercido por el gobierno. El poder legislativo reside tanto en el gobierno como en las dos cámaras del parlamento, el Senado y la Asamblea Nacional.

## Historia
En noviembre de 1995, los presidentes de Burundi, Ruanda, Uganda y Zaire (actualmente República Democrática del Congo) anunciaron una iniciativa regional para una paz negociada en Burundi, favorecida por el antiguo presidente tanzano Julius Nyerere. En julio de 1996, el antiguo Presidente de Burundi, Buyoya regresó al poder mediante un golpe no sangriento. Se autoproclamó presidente de un gobierno de transición e incluso suspendió la Asamblea Nacional, ilegalizó los grupos de oposición e impuso el toque de queda en todo el país. 
El golpe recibió la condena de todos y los países de la región, que impusieron sanciones económicas a Burundi, en espera de un regreso a la normalidad constitucional. Buyoya accedió en 1996 a legalizar los partidos políticos. Sin embargo, las luchas entre el ejército y las milicias Hutu continuaron. En junio de 1998, Buyoya promulgó una constitución de transición y anunció la colaboración entre el gobierno y la Asamblea Nacional, encabezada por la oposición. Después de la muerte de Julius Nyerere en octubre de 1999, los líderes regionales nombraron a Nelson Mandela como árbitro del proceso de paz de Arusha. Con Mandela, el proceso de paz ha revivido y han tenido lugar importantes progresos.

## Principales datos
- Dirigentes: Presidente -
- Nombre del país
  - forma larga: República de Burundi
  - forma corta:Burundi
  - froma larga local: Republika y'u Burundi
  - forma corta local: Burundi
- Código: BI
- Tipo de gobierno: República
- Capital: Buyumbura
- Independencia: 1 de julio de 1962 (de un fideicomiso de la ONU bajo administración belga)
- Fiesta nacional: Día de la Independencia, 1 de julio (de 1962)
- Constitución: 13 de marzo de 1992; que estableció un sistema político plural; sustituida el 6 de junio de 1998 por una Constitución de transición que amplió la Asamblea Nacional y creó dos vicepresidencias
- Sistema legal: Basado en el Código Civil alemán y belga y las leyes tradicionales.
- Sufragio: Universal para los adultos.

## Divisiones administrativas
Consta de 15 provincias:
- Bubanza
- Buyumbura
- Bururi
- Cankuzo
- Cibitoke
- Gitega
- Karuzi
- Kayanza
- Kirundo
- Makamba
- Muramvya
- Muyinga
- Ngozi
- Rutana
- Ruyigi
- Puede crearse una nueva provincia llamada Mwaro

## Poderes

### Poder ejecutivo
El jefe de Estado es el presidente 
El gabinete es el Consejo de Ministros, nombrado por el presidente

### Poder legislativo
El Parlamento de Burundi es bicameral, compuesto por el Senado de Burundi y la Asamblea Nacional de Burundi. El Senado puede tener entre 37 y 54 miembros, con mandatos de cinco años. La Asamblea Nacional tiene alrededor de 100 diputados electos directamente y entre 18 y 21 miembros designados, con mandatos de cinco años.

### Poder judicial
Tribunal Supremo (Supreme Court o Cour Supreme)

## Partidos políticos y elecciones
El sistema multipartidista se introdujo después de 1998. Los partidos principales, de ámbito nacional son: 
- el FRODEBU (Frente para la Democracia en Burundi), predominantemente Hutu con algunos miembros Tutsi. Jean Minani es el  presidente
- el UPRONA (Partido para la Unidad Nacional y el Progreso,) predominantemente Tutsi con algunos miembros Hutu. Luc Rukingama es el presidente

Otros grupos Tutsi y Hutu de oposición incluyen entre otros a:
- PARENA (Party for National Redress), Tutsi
- ABASA (Burundi African Alliance for the Salvation), Tutsi
- PRP (People's Reconciliation Party), Tutsi
- CNDD/FDD (National Council for the Defense of Democracy/Front for the Defense of Democracy), en la actualidad formado por dos grupos, Hutu
- PALIPEHUTU (Party for the Liberation of the Hutu People), Hutu
- FROLINA/FAP (Front for the National Liberation of Burundi/Popular Armed Forces), Hutu

Entre los partidos de oposición, legalizados en marzo de 1992, se encuentran 
- African Alliance for the Salvation o ABASA
- Rally for Democracy and Economic and Social Development o RADDES de Cyrille Sigejeje
- el Party for National Redress o PARENA, dirigido por Jean-Baptiste Bagaza
- El Partido Socialista de Burundi
- el People's Reconciliation Party o PRP

Como grupos de presión política cabe destacar a las milicias Tutsi.

## Política exterior
Burundi es miembro de múltiples organizaciones internacionales, incluyendo: ACP, AfDB, AU, CEPGL, COMESA, EAC, G-77, IAEA, IBRD, ICAO, ICCt, ICRM, IDA, IFAD, IFC, IFRCS, ILO, IMF, INTERPOL, IOC, IOM, IPU, ISO, ITU, ITUC, MIGA, NAM, OIF, OPCW, UN, UPU, WCO, WIPO, WMO y WTO.
El país cuenta con sedes de las principales, destacando UNESCO, UNHCR, UNICEF y WHO. 
Después de entrar a formar parte de la Comunidad de África Oriental en 2006, Burundi ha adoptado una política exterior con miras a su adhesión al Commonwealth, pese a su dificultad para hacer en el futuro parte de este. 
Desde septiembre de 2005 Burundi mantiene buenas relaciones con el gobierno Estadounidense y desde 2006, Burundi ha participado en diferentes misiones de paz a nivel regional, como la misión de la UA en Somalia (AMISON) así como en planes para el desarrollo junto con la UE.